# سپره تانبک
شهر سپره تانبک    در بخش بدان، ارگو  در ایالت ارگو در کشور سوئیس  واقع شده‌است که  ۱۰٬۰۰۰ نفر جمعیت دارد.